# Ordensamt Friedland
Das Ordensamt Friedland war eine Standesherrschaft in der Niederlausitz, die bereits 1533 in den Besitz der Ballei Brandenburg des Johanniterordens gekommen war; daher rührt auch der Name Ordensamt. Das Gebiet des ehemaligen Ordensamtes liegt heute um das Städtchen Friedland herum im Landkreis Oder-Spree (Brandenburg). Die vermutlich im 13. Jahrhundert errichtete Burg und das Städtchen, das sich im Schutz der Burg entwickelte, kamen früh aus der Hand des Landesherrn in Adelsbesitz und wurden zum Sitz einer größeren Adelsherrschaft mit etwa 14 Dörfern, der Herrschaft Friedland, deren Besitzer im 15. Jahrhundert häufig wechselten. Der Johanniterorden konnte seinen Besitz von 1533 bis 1811 behaupten. Danach wurde das Ordensamt Friedland in ein königlich-sächsisches Amt umgewandelt. Nach dem Übergang der Niederlausitz an Preußen 1815 entstand daraus das Rentamt Friedland, das bis 1875 Bestand hatte.

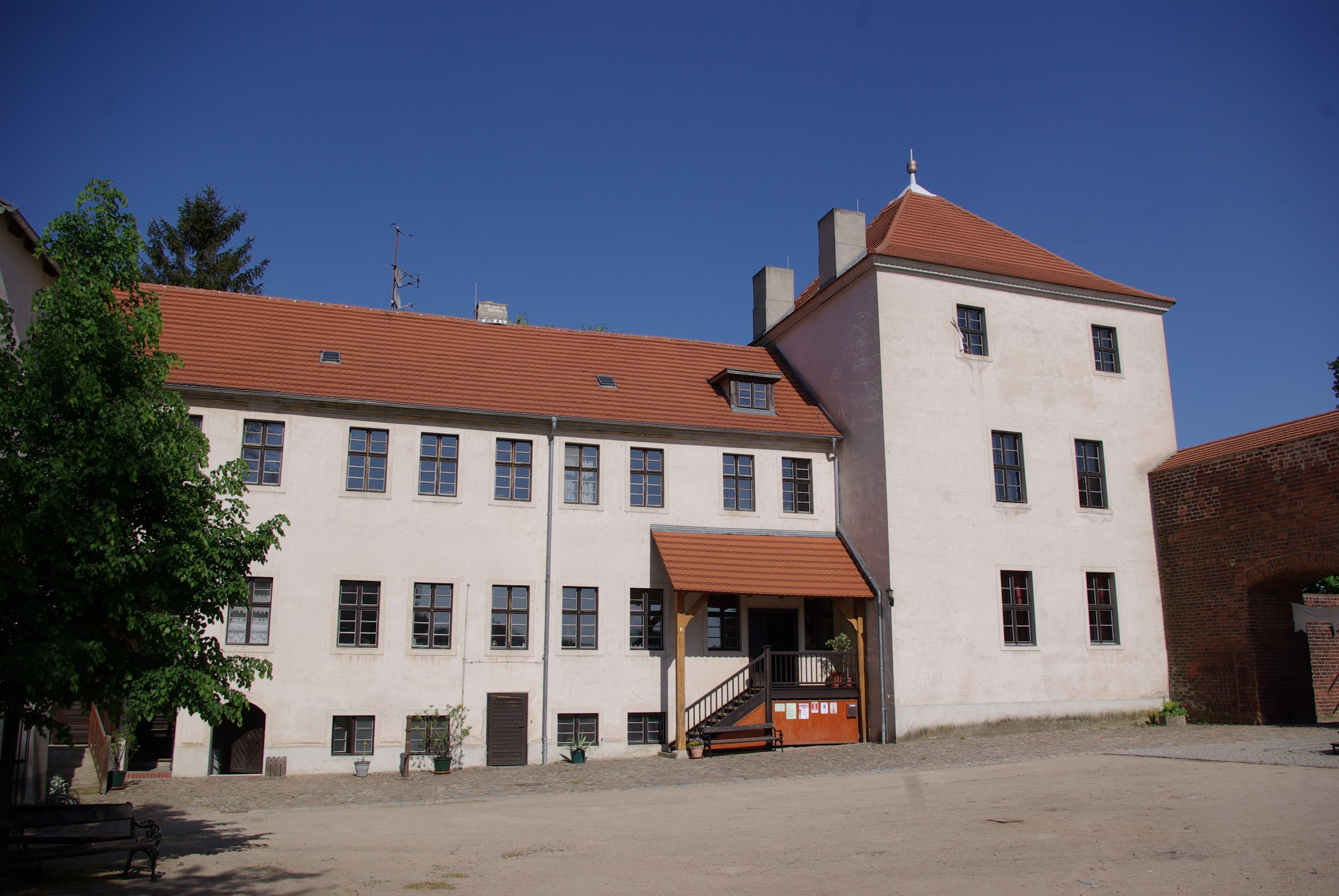
Schlosshof auf der Burg Friedland

## Geschichte
Das Gebiet zwischen der Spree im Westen, der Oder im Osten, und im Süden bis zu einer Linie Niewisch, Karras, Groß Muckrow, Neuzelle und bis zur Oder (vgl. Grenzbeschreibung in Breitenbach) gehörte ursprünglich zum Land Lebus und damit kirchenrechtlich auch zum Bistum Lebus. Markgraf Heinrich III., der Erlauchte von Meißen ließ sich dieses Gebiet für seine Hilfe im Bruderzwist der Piasten (1249) in den Jahren 1252/53 abtreten und schloss es an die Mark Lausitz (die spätere Niederlausitz) an. Dieses Gebiet wurde zum Kerngebiet des 1268 gegründeten Klosters Neuzelle. Das abgetretene Gebiet wurde kirchenrechtlich zwar ebenfalls dem für die Mark Lausitz zuständigen Bistum Meißen unterstellt, doch kam es darüber mit dem Bistum Lebus zu einem langandauernden Streit. Das Bistum Lebus konnte dabei einige Orte behaupten, die bis zur Reformation kirchenrechtlich zum Bistum Lebus gehörten und den Bischofszehnten dem Bistum Lebus entrichteten.

## Herrschaft Friedland
Vermutlich kurz nach der Mitte des 13. Jahrhunderts, jedenfalls nach der geschilderten territorialen Veränderung, entstand am Abzweig der Nord-Süd-verlaufenden Straße Beeskow-Lieberose nach Neuzelle, am Übergang dieser Straße über die Niederung des Dammmühlenfließes eine Burg, und in deren Schutz eine Ansiedlung. Burg und Stadt Friedland wurden sehr wahrscheinlich von Markgraf Heinrich III., den Erlauchten von Meißen angelegt.

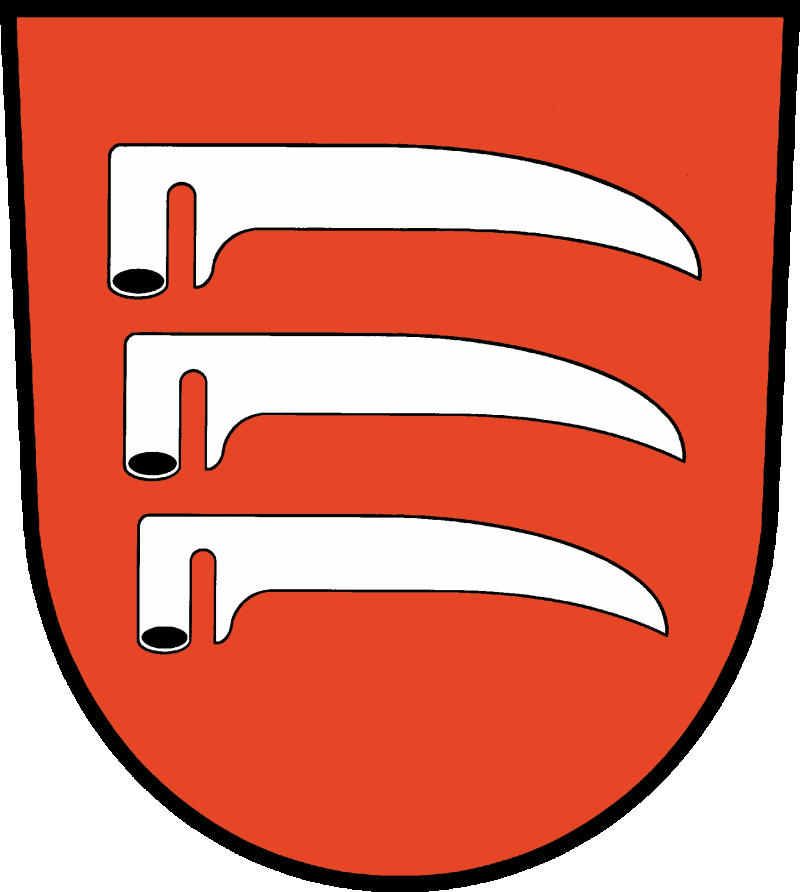
Wappen der Stadt Friedland (Niederlausitz)

### 14. Jahrhundert
1301 wurden Burg und Städtchen (castrum et oppidum) erstmals urkundlich genannt. Bereits 1307 waren Burg und Stadt nicht mehr in landesherrlichem Besitz, sondern waren in der Hand von Timo von Strele (Strehla). Das Stadtwappen von Friedland zeigt die drei Sensenklingen des Wappens der von Strele, die damals auch in Beeskow saßen. Vermutlich gehörte das Gebiet um Friedland ursprünglich zur Burg in Beeskow, wie auch die kirchliche Zugehörigkeit von Friedland zur Sedes (Erzpriesterstuhl) Beeskow während des Mittelalters andeutet. 1368/70 kam die Mark Lausitz (die spätere Niederlausitz) durch Kauf und Anschluss an das Königreich Böhmen und blieb unter böhmischer Lehenshoheit bis 1815. Als Vertreter des böhmischen Königs verwaltete ein Landvogt die Niederlausitz. Jedoch büßte die Mark Lausitz (Niederlausitz) immer wieder Gebiete ein, die an die benachbarten Mächte die Kurfürstentümer Brandenburg und Sachsen fielen. 1635 erhielt der sächsische Kurfürst Johann Georg I. den größten Teil der Niederlausitz als böhmisches Lehen.

### 15. Jahrhundert
Die Herrschaft Friedland wird Anfang des 15. Jahrhunderts urkundlich fassbar und bestand damals aus etwa 14 Dörfern, von denen aber einige Dörfer an Afterlehensleute verlehnt waren (z. B. Mixdorf) oder bei denen das Lehnschulzenamt an Adlige verlehnt war. Schon vor 1415 waren Burg und Stadt in den Besitz des Otto von Kittlitz gekommen, der auch die Herrschaft Spremberg innehatte. Otto von Kittlitz war von 1389 bis 1394 Landvogt der Niederlausitz und von 1406 bis 1410 Landvogt der Oberlausitz. 1425/27 gehörte die Herrschaft Friedland Matthias von Uchtenhagen, der die Herrschaft jedoch nur wenige Jahre behaupten konnte.
Nachweislich von 1431 bis 1453 waren dann die von Lossow die Besitzer von Burg und Städtchen Friedland. 1431 saß Hans von Lossow auf der Burg Friedland, der in diesem Jahr Peter, Hans, Friedrich und Paul Rakow mit einer Hälfte von Mixdorf belehnte. Hans von Lossow hatte 1438 die Große Heide und das Dorf Briesen an das Kartäuser-Kloster in Frankfurt (Oder) verkauft. Der Verkauf wurde vom brandenburgischen Markgrafen Friedrich II. bestätigt. Noch im Jahr 1438 ist Hans von Lossow gestorben, eine erste Rate der Kaufsumme in Höhe von 58 Schock Groschen für die Große Heide quittierte im Dezember 1438 bereits der Vormund seiner noch minderjährigen Söhne Johann und Caspar, Kersten von Krummensee. Den zweiten, größeren Teil der Kaufsumme in Höhe von 310 Schock Groschen erhielten die Brüder von Lossow 1439. 1443 stifteten sie zusammen mit ihrem Vormund Otto von Schlieben zu Baruth einen Altar in der Stadtkirche von Friedland. 1449 begannen langjährige Streitigkeiten zwischen den Brüdern von Lossow auf Friedland und der Stadt Beeskow wegen der Dienste der Bauern zu Grunow und der Nutzung des Beeskower Bürgerwaldes durch die Grunower Bauern. 1452 musste Markgraf Friedrich II. von Sachsen einen Streit zwischen Hans und Caspar von Lossow und ihrer Mutter auf der einen Seite und der Stadt Beeskow auf der anderen Seite schlichten.
1468 war die Herrschaft Friedland in den Besitz des Henning Quast übergegangen. Auf ihn folgte noch Caspar von Kracht, der sein Lehen nach 1472 aufgab. Dann belehnte Landvogt Jaroslaw von Sternberg 1472 Nikolaus und Caspar von Bennewitz mit der Herrschaft Friedland. In dieser Urkunde wird auch Merz als Dorf der Herrschaft Friedland aufgeführt. Ob Merz tatsächlich kurze Zeit zur Herrschaft Friedland gehörte, oder ob es sich einfach um einen Irrtum handelt, ließ sich nicht klären. 1477 saß Nickel Bennewitz auf der Burg Friedland. 1485 war Balthasar von Schlieben im Besitz der Herrschaft Friedland, die er in diesem Jahr an Niclas von Köckritz verkaufte.
Der Erwerb der Herrschaft Friedland erfolgte vermutlich bald nach dem Verkauf seines bisherigen Stammbesitzes, der Herrschaft Wehlen (heute Stadt Wehlen). Niclas von Köckritz erwarb außerdem die Herrschaft Schenkendorf bei Guben, und 1485 auch noch die Herrschaft Lieberose. Er wurde 1490 Landvogt der Niederlausitz, ein Amt, das er bis 1494 innehatte. 1496 kaufte er zusätzlich noch die Herrschaft Lübbenau. Die vier Herrschaften umfassten wohl über 40 Ortschaften; Niclas von Köckritz war damals der reichste Grundbesitzer in der Niederlausitz.

### 16. Jahrhundert
1499 starb Niclas von Köckritz, und im gleichen Jahr wurden seine sieben Söhne Hans, Nickel, Heinrich, Dietrich, Caspar, Lippold und Poppo mit dem umfangreichen Besitz ihres Vaters belehnt. Die Lebensgeschichten von fünf der sieben Brüder sind nicht im Einzelnen bekannt. Hans wurde Kanzler des polnischen Königs und Großherzogs von Litauen Sigismund. Er war bereits zur Prinzenzeit des Sigismund, als dieser von 1504 bis 1506 Landvogt der Niederlausitz war, dessen Vertreter in der Niederlausitz. Die Brüder konnten den umfangreichen Besitz nicht zusammen halten; vermutlich starben auch zwei der Brüder recht früh. 1497 mussten Johann, Heinrich, Caspar, Lippold und Poppo von Köckritz zu Friedland beim Domkapitel zu Fürstenwalde ein Darlehen von 500 Gulden aufnehmen, für das sie 40 Gulden jährlichen Zins bezahlen mussten. Sie mussten dem Domkapitel die zu ihrer Herrschaft Friedland gehörigen Dörfer Zeust, Leißnitz und Reudnitz verpfänden. 1503 verkauften sie die Herrschaft Lübbenau für 9000 Gulden an Werner von der Schulenburg. Das reichte aber nicht, um ihre Geldschwierigkeiten zu beenden. 1508 mussten sie beim Domkapitel zu Fürstenwalde erneut ein Darlehen in Höhe von 500 Gulden aufnehmen und dafür 35 Gulden jährlichen Zins bezahlen. Die schon zuvor verpfändeten Dörfer Zeust, Leißnitz und Reudnitz reichten für die Erhöhung der Pfandsumme nicht aus und so musste auch Oelsen verpfändet werden. 1512 musste die Herrschaft Schenkendorf um 12.000 Gulden auf Wiederkauf an den Johanniterorden verkauft werden.
1517 starb Caspar von Köckritz, der offensichtlich die Herrschaft Friedland geerbt hatte, und hinterließ vier Söhne, nur der älteste Sohn Georg war schon mündig. Da die Herrschaft stark verschuldet war, verkaufte der Niederlausitzer Landvogt Heinrich Tunkel von Bernitzko als Vertreter des Lehensherrn und Vormund der drei noch unmündigen Kinder Hans, Andreas und Peter von Köckritz die Herrschaft Friedland für 16.750 Rheinische Gulden an den Johanniterorden bzw. den Johanniterordensmeister Georg von Schlabrendorf. 1519 wurde auch die Herrschaft Lieberose, ein Sternbergsches Lehen, für 16.000 Gulden an Jacob und Richard von der Schulenburg verkauft. Der schnelle Verkauf und der vergleichsweise niedrige Kaufpreis der Herrschaft Friedland lassen vermuten, dass hier ein abgekartetes Spiel dahinter stand, vor allem wenn man den weiteren Verlauf der Geschichte verfolgt. Als die Brüder mündig geworden waren, fochten sie den Verkauf an. Zwar hatte König Ludwig II. 1523 zunächst seine Zustimmung zum Verkauf gegeben, zog diese aber später wieder zurück. Der Landvogt der Niederlausitz Heinrich Tunkel von Bernitzko ignorierte den königlichen Befehl, worauf der Hauptmann von Cottbus, Hans von Pannwitz, angewiesen wurde, die Brüder Köckritz wieder in Friedland einzusetzen. 1527 belehnte der neue böhmische König, der Habsburger Ferdinand I. die Brüder Georg, Hans und Andreas förmlich mit der Herrschaft Friedland. Sie mussten aber ihren Besitz erneut an den Ordensmeister der Johanniter, jetzt Veit von Thümen, verpfänden. 1533 mussten sie die Herrschaft für den immerhin etwas besseren Preis von 21.500 Talern letztendlich doch an den Johanniterorden verkaufen. Zur Herrschaft gehörten damals:
- Schloss und Städtchen Friedland
- Klein-Briesen
- Chossewitz
- Dammendorf
- Grunow
- Günthersdorf
- Karras
- Leißnitz
- Lindow
- Mixdorf
- Groß Muckrow
- Klein Muckrow
- Oelsen
- Reudnitz
- Zeust

## Das Ordensamt Friedland
Die Herrschaft Friedland wurde nun ein Ordensamt umgewandelt, dessen Einkünfte dem Herrenmeister der Ballei Brandenburg als Tafel- und Kammergut zukamen. Seit 1460 hatte der brandenburgische Kurfürst das Nominatsrecht für die Wahl des Herrenmeisters der Ballei Brandenburg und damit faktisch eine Kontrolle über diesen Teil des Johanniterordens. 1538 trat der brandenburgische Kurfürst Joachim II. zur lutherischen Lehre über. Die Ballei Brandenburg unter ihrem Herrenmeister Veit von Thümen (1527–1544) folgte ihm in diesem Schritt. Nach dem Tod des Veit von Thümen kam es zum Eklat. Dieser hatte mit dem brandenburgischen Kurfürsten einen Erbvertrag geschlossen und ihm sein Barvermögen hinterlassen. Das weckte auch Begehrlichkeiten beim in Prag weilenden Landvogt der Niederlausitz Albrecht von Schlick Graf von Passaun, der den Hauptmann in Friedland anwies, die Schlösser in Friedland und Schenkendorf verschlossen zu halten, bis der in Speyer weilende böhmischen König Ferdinand I. sich in der Sache geäußert hätte. Joachim von Quast, der Ordenshauptmann in Friedland öffnete jedoch dem angereisten brandenburgischen Kurfürsten Joachim II. die Schlösser. So konnte er sein Erbe in Empfang nehmen. Außerdem konnte auch gleich der neue Ordensmeister Joachim von Arnim in die zwei Herrschaften Friedland und Schenkendorf eingeführt werden. Der Ordensmeister wandte sich auch direkt an den König. Dieser fand wohl, dass der Landvogt mit seinem Verbot der Öffnung des Schlosses Friedland zu weit gegangen war. König und Landvogt unternahmen nun keine weiteren Schritte gegen die de facto Inbesitznahme der Herrschaft Friedland durch das Kurfürstentum Brandenburg. 1545 erhielt der Ordensmeister Thomas Runge die Belehnung mit der Herrschaft Friedland vom Landvogt anstelle des Königs.

### 17. bis 19. Jahrhundert
Die ehemalige Herrschaft Friedland bzw. nun das Ordensamt Friedland blieb nun im Besitz des Johanniterordens bis 1811. Aufgrund des Besitzes der beiden Herrschaften Friedland und Schenkendorf hatte der Ordensmeister Sitz und Stimme in der Herrenkurie bei den Landtagen der niederlausitzischen Ständeversammlung. Regelmäßig kam es zu Reibereien zwischen dem Abt von Neuzelle und dem Ordensmeister um den ersten Platz in der Herrenkurie. Beide waren landtagsberechtigt, d. h. hatten Sitz und Stimme in der Herrenkurie. Zwar stand der Ordensmeister im Rang höher als der Abt von Neuzelle, der Ordensmeister war jedoch nur Besitzer einer Standesherrschaft, die im Rang nach dem Kloster Neuzelle stand. Schließlich wurde es gängige Praxis, dass der Abt von Neuzelle Vorrang hatte, es sei denn, dass der Herrenmeister persönlich an den Sitzungen teilnahm.
Der Dreißigjährige Krieg verwüstete das Ordensamt in besonders schlimmen Maße. Viele Dörfer waren komplett verlassen. Zwar waren nicht alle früheren Bewohner umgekommen, sondern geflohen, und kehrten nur sehr zögerlich zurück. Besonders schlimm war das Jahr 1638 als sächsische Truppen in den Dörfern einquartiert waren und die Bewohner drangsalierten. 1642 markiert den Tiefpunkt. Karras, Dammendorf, Grunow und Leißnitz waren völlig verlassen, Klein Muckrow bis auf eine Hausstelle. Die anderen Dörfer waren zur Hälfte oder zwei Drittel unbewohnt.
Von 1643 bis 1650 hatte sich der schwedische Oberst Johann Wittkopp/Wittkopf das Ordensamt Friedland widerrechtlich angeeignet. Schwedische Truppen hielten Teile der Mark Brandenburg bis zur vollständigen Bezahlung der Kriegsschulden besetzt. Erst am 6. September 1650 räumten die Schweden das Ordensamt.
Eine besonders schwere Zeit machten die Dörfer des Ordensamtes im Siebenjährigen Krieg durch. Das Gebiet wurde 1759 zum Durchmarschgebiet von russischen, österreichischen und preußischen Truppen. Besonders gefürchtet waren die Kosaken, die rücksichtslos plünderten, Brandschatzung erpressten und die Bewohner misshandelten. Am Ende des Jahres 1759 wurden die Verluste durch die österreichisch-russischen Truppen auf 184 Pferde, 513 Stück Rindvieh, 1423 Schweine und 2489 Schafe beziffert. Demgegenüber nahmen sich die Verluste durch die preußischen Truppen bescheiden aus: 33 Pferde, 6 Stück Rindvieh, 20 Schweine und 512 Schafe. Durch anderswo gestohlenes Vieh wurde im Dezember 1759 eine Viehseuche eingeschleppt, der viele weitere Tiere zum Opfer fielen, insgesamt 663 Ochsen, Kühe und Jungvieh. Manche Ortschaften büßten dabei fast ihren gesamten Viehbestand ein.

### Verwaltungsstruktur des Ordensamtes
1665 wurde auf Anweisung des Herrenmeisters Johann Moritz Fürst von Nassau-Siegen ein neues Amtshausbuch angelegt, in dem alle zugehörigen Ortschaften, Personen, Einnahmen und Rechte verzeichnet sind. Das Amtshausbuch gibt einen guten Überblick über die Verwaltungsstruktur, die Institutionen innerhalb des Amtes und die Rechte und Pflichten der Einwohner.

### Zugehörige Dörfer
Nach Hänseler gehörten 1665 folgende Dörfer zum Ordensamt mit den Sollstellen (nicht alle waren besetzt):
- Karras, mit 30 Hufen, davon der Schulze 6 Hufen, vier Bauern mit je 5 Hufen und vier Kossäten mit je einer Hufe
- Lindow, 23 Hufen, Schulze mit vier Hufen, fünf Bauern je drei Hufen, zwei Bauern je zwei Hufen, ein Kossäte oder Gärtner
- Günthersdorf, 40 Hufen, Schulze vier Hufen, vier Bauern je drei Hufen, zehn Bauern mit je zwei Hufen, vier Kossäten mit je einer Hufe, fünf Büdner (drei waren wüst)
- Zeust, 31 Hufen, der Schulze und zwei Lehnmänner sowie ein weiterer Bauer je drei Hufen, sieben Bauern je zwei Hufen, fünf Kossäten je eine Hufe
- Reudnitz, 20 Hufen, Schulze, vier Hufen, ein Bauer mit drei Hufen, fünf Bauern mit zwei Hufen, drei Bauern mit einer Hufe, fünf Gärtner oder Kossäten, drei Büdner
- Leißnitz, 48 Hufen, Schulze mit vier Hufen, vier Bauern mit vier Hufen, drei Bauern mit drei Hufen, ein Bauer mit zwei Hufen, ein Kossät mit drei Hufen, sechs Kossäten mit zwei Hufen, ein Kossät mit einer Hufe, fünf Büdner, eine Hufe eines Büdners hatte ein Friedländer Bürger gekauft
- Oelsen, Schulze vier Hufen, acht Bauern (einschl. der Krüger) hatten zwei Hufen, vier Büdner
- Klein-Briesen, Schulze fünf Hufen, drei Bauern hatten je drei Hufen, fünf Bauern hatte je zwei Hufen, ein Kossät hatte eine Hufe, ein Büdner
- Chossewitz, 29 Hufen, Schulze drei Hufen, sieben Bauern (einschl. Krüger) hatten je drei Hufen, ein Lehnmann und vier Bauern hatte je eine Hufe, drei Gärtner oder Kossäten, drei Büdner
- Groß Muckrow, 38 Hufen, Schulze drei Hufen, Krüger drei Hufen, 16 Bauern je zwei Hufen, drei Gärtner oder Kossäten, vier Büdner
- Klein Muckrow, 40 Hufen, Schulze ist auch Krüger, hat vier Hufen, zwei Bauern hatten vier Hufen, zwei Bauern hatten 3½ Hufen, sechs Bauern hatten je drei Hufen, ein Kossät zwei Hufen, ein Kossät eine Hufe, vier Büdner
- Grunow, 26 Hufen, Schulze vier Hufen, der Krüger hatte vier Hufen, sechs Bauern hatten je zwei Hufen, sechs Gärtner oder Kossäten hatten je eine Hufe, fünf Büdner
- Dammendorf, 14 Hufen, Schulze fünf Hufen, drei Bauern mit je drei Hufen, fünf Gärtner, ein Büdner
- Mixdorf, Schulze vier Hufen, sechs Bauern je zwei Hufen, ein Vierhufengut war zum Vorwerk gezogen worden, sieben Kossäten, drei Büdner

Groß Briesen gehörte nicht zum Ordensamt Friedland, sondern war eine Enklave des kurbrandenburgischen Amtes Beeskow. Da aber die Groß Briesener seit alters berechtigt waren, aus den ordenseigenen Wäldern Lagerholz zu holen, mussten sie dafür jährlich einen Wispel und zwanzig Scheffel Heidehafer und elf Gänse an das Amt liefern.

### Verwaltungspersonal
Das Ordensamt wurde von einem Ordenshauptmann verwaltet, der auf der Burg Friedland residierte. Bei Abwesenheit vertrat ihn der Amtmann. Zur Verwaltung gehörten weiterhin der Kornschreiber, der Amtsknecht und der Blockknecht. Der Hauptmann übte die Hochgerichtsbarkeit in den zugehörigen Dörfern aus.

### Schulzen und Schulzengerichte
Eine besondere Stellung unter den Einwohnern des Ordensamtes hatten die Dorfschulzen oder Lehnschulzen, deren Amt an den Besitz des Lehnschulzenguts geknüpft war. Sie hatten besondere Rechte, oft nur geringe Abgaben an das Amt, geringere Dienste, die oft abgelöst waren in eine Geldabgabe, und sie waren die Steuereinnehmer des Amtes. Sie übten die niedere Gerichtsbarkeit aus und hatten auch die Einnahmen daraus. Sie wurden aber zur Landeskontribution herangezogen. Der schwierigste Teil ihrer Aufgaben war in Kriegszeiten die Ausführung der Militär- und Einquartierungsanordnungen sowie die Fouragelieferungen für durchziehendes Militär. Bei Amtsantritt legte der Schulze den Amts- bzw. Lehneid ab und entrichtete dem Amt den sog. Lehnochsen, später abgelöst durch eine Geldabgabe von 10 Talern. Die Lehnschulzengüter hatten z. T. eine Stellung zwischen einem normalen Lehnbauerngut und einem Rittergut. Die Lehnschulzen hatten aber keinen Sitz in der Ständeversammlung der Niederlausitz, gehörten also nicht zur Ritterschaft des Krummspreeischen Kreises, da sie Afterlehensleute des Johanniterordens waren. Trotzdem wurden diese Lehnschulzengüter gelegentlich auch an Niederadlige vergeben. Einige Lehnschulzengüter waren in Erbpacht der jeweiligen Besitzer. Die meisten anderen Schulzengüter waren Amtslehen.

### Vorwerke
Das Ordensamt unterhielt nur wenige Vorwerke, so in Friedland, Reudnitz, Mixdorf und Weichensdorf.
- Zum Vorwerk in Friedland gehörten 12 Amtshufen und vier hinzu gekaufte Stadthufen. Auf dem Vorwerk wurden immerhin 12 Zugochsen, 60 Stück Rindvieh, 30 Schweine, 15 Gänse, 15 Enten und 60 Hühner gehalten. Dazu gehörte auch die auf Leißnitzer Feldmark gelegene sogenannte Hackschäferei, ein Wohnhaus mit dem Schafstall. Hier konnten bis zu 600 Schafe gehalten werden. Das Scheren der Schafe mussten die Amtsuntertanen aus Günthersdorf, Karras, Leißnitz, Lindow und Zeust besorgen. Ausgenommen davon waren nur die Schulzen und Lehnleute. Immerhin wurden sie auch geringfügig entlohnt. Sie bekamen das Essen und eine Quart Bier. Das Waschen der Wolle musste ebenfalls von den Untertanen verrichtet werden.
- Ein weiteres Vorwerk war in Reudnitz, das ursprünglich aber kein Vorwerk war, sondern das Kruggut mit zwei Hufen. Da sich aber wegen der hohen Pacht kein Untertan fand, der das Gut bewirtschaften wollte, wurde es mit den übrigen wüsten Hufen des Dorfes zusammengelegt, so dass das Vorwerk schließlich 16 Hufen umfasste. Allerdings waren Teile der Hufen 1665 noch verwachsen und mussten erst wieder urbar gemacht werden. Wenn der Acker ganz rein war konnte man hier vier Pferde, 20 Zugochsen, 20 Kühe, 20 Schweine, 15 Gänse und 60 Hühner halten. Ein weiterer Bauernhof in Reudnitz war in eine Schäferei umgewandelt worden, auf der 500 Schafe gehalten werden konnten. Die Untertanen aus Reudnitz und Oelsen mussten das Scheren und Waschen der Wolle verrichten.
- Das Vorwerk in Mixdorf hatte ebenfalls 16 Hufen, darunter waren 4 Hufen des Lehngutes und 2 Hufen eines Bauernguts. Hier wurden 14 Ochsen, 10 Kühe, 10 Stück Jungvieh, 15 Schweine, 8 Gänse und 60 Hühner gehalten. Das Amt durfte auf dem Vorwerk Bier brauen und auch Bier ausschenken. Von diesem Vorwerk mussten jährlich 2 Taler Bischofszins an das Amt Lebus bezahlt werden. Auch hier gab es eine Schäferei, auf der 500 Schafe gehalten werden konnten. Das Scheren der Schafe und das Waschen der Wolle war die Aufgabe der Mixdorfer Untertanen.
- Weichensdorf war zumindest nach dem Dreißigjährigen Krieg kein Dorf mehr; auch die (ursprüngliche?) Hufenzahl wird nicht angegeben. Es war nur ein Vorwerk vorhanden, aus dem sich später das neuzeitliche Dorf entwickelte. Auf dem Vorwerk wurden 12 Zugochsen, 8 Kühe, 12 Stück Jungvieh, Schweine, Gänse und Hühner gehalten (exakte Zahlen sind hier nicht angegeben).

### Krüge
Bemerkenswerterweise gab es zunächst in Friedland selber keinen Krug oder Gasthaus, in dem Durchreisende übernachten konnten. Sie mussten Privatquartiere suchen, Essen gab es in den Küchen der Fleischer. Daher mied der Durchgangsverkehr Friedland weitgehend. Erst 1707 ist auch ein Krug in Friedland nachgewiesen. Allerdings gab es eine ganze Reihe von Bierbrauern in der Stadt.
Krüge gab es in Chossewitz, Dammendorf, Groß Muckrow, Grunow, Oelsen und Klein Muckrow. In Klein Muckrow betrieb der Schulze auch den Krug.

### Teeröfen und Ziegeleien
Einen Teerofen gab es bei Grunow.
Im Ziegelofen bei Friedland konnten mit einem Brand 20.000 Ziegel gebrannt werden. Die Lehmgrube befand sich aber bei Lindow; die Lehmerde musste von den Amtsuntertanen herbei gefahren werden. Später ist noch eine Ziegelei bei Dammendorf überliefert. Bei Groß Muckrow zeigt das Urmesstischblatt von 1846 eine Feldziegelei. Ob sie bereits zu Zeiten des Ordensamtes existierte, ist nicht bekannt.

### Mühlen
Bereits 1517, noch vor der Übernahme der Herrschaft Friedland durch die Johanniter werden wahrscheinlich schon sieben Mühlen genannt, die „Gugelmole“ (Wuggelmühle), die „Merczmole“ (nicht identifiziert), die „Khlingemole“ (Klingemühle), die „Oelsmole“ (Oelsener Mühle), die „newe Mole“ (nicht identifiziert) und die am Schloss gelegenen (Mühlen) mit den zwei Teichen (Dammühle und eine eingegangene Mühle). 1665 gehörten dem Amt folgende Mühlen:
- Dammühle bei Friedland, Mahlgäste: Friedland, Leißnitz und Zeust
- Wuggelmühle, Mahlgäste: Günthersdorf, Karras und Lindow
- Oelsener Mühle, Mahlgäste: Dammendorf, Grunow, Oelsen und Reudnitz
- Klingemühle, Mahlgäste: Groß Muckrow, Klein Muckrow
- Jankemühle, Mahlgäste: Klein-Briesen und Chossewitz
- Kupferhammer, Mahlgäste: Mixdorf
- Walkemühle, meist Schneidemühle

Die „Merczmole“ und die „newe Mole“ könnten mit der Jankemühle, dem Kupferhammer oder der Ragower Mühle identisch sein. Letztere gehörte ursprünglich zu Mixdorf. Die Jankemühle soll ursprünglich mehrere Büchsenschüsse oberhalb ihrem späteren Standort gestanden haben. Sie hatte ursprünglich sicher auch einen anderen Namen, da der namengebende Müller noch bekannt ist.

### Weinberge
Dem Amt gehörten zwei Weinberge, einer lag bei den Karpfenhellern. Er wurde gerodet und zu Acker gemacht. Der zweite Weinberg lag bei Leißnitz. Er wurde von einem eigens angestellten Weinmeister bewirtschaft. Bei der Düngung und bei der Weinlese konnte er über die Dienste der Untertanen von Leißnitz verfügen. Der Weinberg bei Leißnitz wurde um 1718 verpachtet. In Friedland hatten 34 Einwohner Weingärten.
Der Weinbau muss im Spätmittelalter viel ausgedehnter gewesen sein, wie die Flur- und Hügelbezeichnungen Weinberg belegen. Im Urmesstischblatt ist nordöstlich des Ortskerns von Lindow ein Hügel als Weinberg bezeichnet. Südlich von Groß Muckrow heißt ein Hügel Weinberg. Zum Kupferhammer gehörte ein Weinberg, dessen Trauben aber wohl nur zum Verzehr reichten.
Krausch erwähnt noch einen Weinberg bei Karras, der noch bis 1802 bewirtschaftet worden sein soll. In Zeust gehörten zum Schulzengut drei Weinberge. Weinberge gab es auch bei Groß Muckrow, Chossewitz, bei der Jankemühle, Reudnitz und Groß Briesen.

### Seen und Fischereirechte
Das Ordensamt besaß zahlreiche Seen und Teiche, die intensiv befischt wurden. Gefischt wurden gute Fische und Karpfen. Fischereirechte hatten daher einen großen Stellenwert. Das Amt besaß auch Fischereirechte in der Spree, von der Grenze zu Glowe bis an die Grenze zu Kummerow, und zwar auf beiden Ufern. In der Engstelle vom Glower See zum Leißnitzsee befand sich ein Wehr, hier durfte aber auch der Besitzer von Sarkow fischen.

### Wälder
Dem Ordensamt gehörten mehrere große Wälder, so ein Eichwald, die Planheide genannt, die an die Gemarkungen von Ullersdorf, Groß Muckrow, Chossewitz und Klein-Briesen grenzte. Die sog. Groß Heide begann bei Groß Muckrow und grenzte an die Feldmarken von Reicherskreuz und Henzendorf. Die Schlaube bildete die Grenze zum Kloster Neuzelle; allerdings gehörte die Schlaube selber mit beiden Ufern dem Kloster.

### Zeidlerei und Eichelmast
Die Wälder waren aber nicht nur Holzlieferanten (Brenn- und Bauholz), sondern wurden auch intensiv zur Waldweide und zur Zeidlerei genutzt.
Besonders die Eichelmast der Schweine in den Eichenwäldern stellte einen Wirtschaftsfaktor dar. Ohne Entgelte durfte der Oberpfarrer zwei Schweine in die Eichenwälder treiben, der Kaplan, der Schulmeister, die Pfarrer von Groß Muckrow und Grunow aber nur ein Schwein. Der Schweinehirt wurde nach dem Ertrag der Eichelmast entlohnt. Der Amtsschreiber erhob von jedem Schwein, das in die Wälder getrieben wurde, zwei Groschen, der Heideknecht einen Groschen.
In den herrschaftlichen Wäldern hatten einige Untertanen das Recht, der Zeidlerei nachzugehen, so der Schulze und ein weiterer Einwohner von Klein-Briesen, der Schulze, der Krüger und weiterer Einwohner von Chossewitz und ein Einwohner von Reudnitz. Jede der genannten Personen mussten ein Taler 18 Groschen und 6 Pfennige Zeidelpacht an das Amt bezahlen. Im Dreißigjährigen Krieg war die Zeidlerei z. T. zum Erliegen gekommen und das Amt hatte die Beuten mit dem Einverständnis der Zeidler übernommen. Für die Zeidlerei in den Amtswäldern wurde ein Amtszeidler angestellt, der statt Hofdiensten die Betreuung der Beuten übernahm. Für die Anfertigung einer neuen Beute erhielt er drei Groschen, für das Aufhauen einer alten Beute anderthalb Groschen und jährlich einen Taler extra. Der Schulze von Reudnitz, der Krüger von Grunow, ein Einwohner von Mixdorf, der Schulze und Krüger zu Groß Muckrow und ein Bürger zu Friedland bestellten ihre Beute noch selber gegen Pacht. Ein Zeidler durfte jährlich neun neue Beuten anlegen. Dazu bekam er jährlich eine Eiche und zwei Nadelbäume. Wenn die Beuten alt waren, durften die Zeidler die Beutenbäume umhauen und sie für sich verwenden.

### Brückenzoll
Das Ordensamt erhob an drei Stellen Brückenzoll bzw. Einfuhrzoll. Eine Zollstelle befand sich beim Krüger in Grunow (Brücke über die Demnitz?), eine weitere Zollstelle war beim Vorwerk Reudnitz (über das Dammühlenfließ) und eine dritte beim Dammüller in Friedland. Für jedes vor einen Kaufmannswagen gespannte Pferd mussten 6 Groschen bezahlt werden, ebenso für jedes außerhalb des Ordensamtes gekaufte Pferd. Später war auch eine Zollstelle bei der Oelsener Mühle.

### Rechte und Pflichten der Untertanen
Die Rechte und Dienstpflichten der Ordensuntertanen waren von Dorf zu Dorf weitgehend einheitlich mit meist nur geringen Unterschieden, hauptsächlich auch nach der Lage der Dörfer und ihrer Größe.
Aus jedem Haus musste jährlich ein Stück Garn abgeliefert werden. Jedes Dorf musste eine bestimmte Menge Mohn liefern, in Abhängigkeit von der Größe. So musste Leißnitz einen Scheffel liefern, das kleine Dorf Lindow nur ein Viertel. Statt der Naturalabgabe konnte diese Verpflichtung auch in Geld abgegolten werden (1 Scheffel Mohn = 1 Taler 12 Groschen).
Sehr unterschiedlich waren die Abgaben der Hufenbauern. Es konnte vorkommen, dass ein Zweihufenbauer in einem Dorf u. U. mehr geben musste als ein Dreihufenbauer im selben Dorf.
Die Bauern mussten wöchentlich drei Tage mit Pferden und Wagen dienen, von 10 Uhr morgens bis Sonnenuntergang. In der Ernte mussten sie sechs Tage dienen bis einschließlich der Woche, in die der Festtag Alt-Bartholomäi (24. August) fiel, auch wenn die Ernte evtl. noch nicht ganz eingebracht war. Die Bauern mussten zwei Fuder Heu, die Kossäten ein Fuder Heu von den Ziltendorfer Wiesen ins Amt bringen. Die Kossäten und Büdner dienten drei Tage mit der Hand, in der Ernte sechs Tage. Die Büdner mussten das ganze Jahr über einen Tag in der Woche dienen. Sie mussten in den Vorwerken das Dreschen besorgen. Dafür erhielten sie den 18. gehäuften Scheffel und eine ziemliche Neige. Da sie mit letzteren nicht zufrieden waren, erhielten sie dann den 15. gehäuften Scheffel. In der Ernte dienten sie mit der Harke.
Die Zeuster, Leißnitzer und Oelsener Bauern mussten beim Fischen helfen. Sie mussten das Garn und die Kähne von einem Amtssee zum anderen schleppen. Der Schulze in Oelsen war verpflichtet, die Amtsfischer für die Dauer ihres Dienstes im Oelsener See unterzubringen, und ihnen Salz, Brot und eine warme Stube bieten. Dafür war er in dieser Zeit von den Hofdiensten befreit.
Besonders drückend war die Verpflichtung für die Untertanen, wenn Baumaßnahmen an den Amtsgebäuden anstanden, mitzuhelfen. Diese Arbeiten wurden nicht auf ihre Dienstage angerechnet, sondern kamen zu ihren sonstigen Diensten hinzu. Bei Bränden waren natürlich alle verpflichtet, beim Löschen zu helfen.
Die Hufenbauern von Friedland mussten das Amtsgetreide bis zu vier Meilen weit auf die Märkte fahren. Die Waggenladung bestand aus 10 Scheffeln Hafer oder acht Scheffeln Roggen oder Gerste. Die Friedländer mussten außerdem das Dammühlenfließ von der Dammühle bis zur Hackschäferei offen halten. Weiter mussten sie Steindämme in und außerhalb der Stadt in Ordnung halten ggf. ausbessern. Auch mussten die Dorfbewohner gegebenenfalls Gefangenentransport von den Dörfern aus Amt begleiten und auch Wächterdienste leisten. Für den Wächterdienst erhielten sie Brot und ein Quart Bier.
Als Besonderheit mussten die Grunower und Mixdorfer von Kälbern und Lämmern den Zehnten an das Amt abliefern.
Die Lehnschulzen und z. T. auch die Müller waren verpflichtet, die sogenannten langen Reisen mit Pferd und Wagen nach Stralsund, Prag, Wildenbruch, Grünberg, Berlin und Sonnenburg durchzuführen. Für den ersten Tag mussten sie Futter für die Pferde und Verpflegung für sich selbst mitführen. Für die weiteren Tage kam das Amt auf. Diese Reisen waren sehr unbeliebt, und so versuchten sich die Schulzen gegen ein Dienstgeld freizukaufen. So musste z. B. der Leißnitzer Schulze 11 Taler Dienstgeld, die Hälfte auf Ostern, die andere Hälfte auf Michaelis (29. September) bezahlen. Der Klingemüller löste die Dienstpflicht ebenfalls durch Zahlung von 11 Talern ab. Kürzere Reisen mussten auch nicht nur die Schulzen, sondern auch die Lehnbauern. Die Kossäten wurden für das Überbringen von Briefen (zu Fuß) eingesetzt, etwa nach Guben und Schenkendorf. Sie erhielten dafür eine Woche dienstfrei. Für weitere Strecken zu Fuß erhielten sie für jede Meile einen Groschen und am Ziel eine einfache Mahlzeit und Bier. Die Büdner wurden ebenfalls für Briefdienste herangezogen.
Die Amtsuntertanen hatten aber auch eine ganze Reihe von Rechte. Die Bauern durften soviele Schafe halten wie sie auf ihren Hufen füttern konnten. In einigen Dörfern war die Zahl genau festgelegt, so durfte der Pfarrer von Grunow auf seinen drei Hufen 75 Schafe halten, ein Vierhüfner 80 Schafe, ein Zweihüfner 40 Schafe, jeder Einhüfner und Kossät 20 Schafe und jeder Büdner 15 Schafe. Die Untertanen durften in den herrschaftlichen Wäldern Brennholz sammeln, aber nur Lagerholz, Windbruch und sonstige Holzabfälle. Dafür mussten sie den Heidehafer bezahlen. Bauholz und stehende Bäume für Brennholz mussten sie auf den Holzmärkten kaufen. Zur Hochzeit, die offensichtlich nur in der kalten Jahreszeit gefeiert wurde, erhielt ein Untertan einen trocknen Baum zur Feuerung. Sie durften in den Pfühlen und kleinen Teichen auf der Dorfmarkung fischen, nicht aber allgemein in den größeren Seen. Einige Dörfer hatte aber von alters das Recht auch in den benachbarten Seen vom Ufer aus soweit sie bis zur Wade in den See gehenem konnten zu fischen, so die Chossewitzer im Chossewitzer See, die Dammendorfer in der Dammendorfer Ecke des Oelsener Sees, die Zeuster im Zeustsee und die Leißnitzer in der Spree am Leißnitzer See. Die Eicheln von einzel stehenden Eichen auf den Äckern durften sie für die Schweine sammeln, sie durften die Bäume aber nicht fällen.
War das Korn durch die Untertanen eingebracht, erhielt jedes Dorf eine halbe Tonne Bier zum Hahn. Wenn die Untertanen das Zinsgetreide zum Amt brachten, hatten sie einen Tag dienstfrei. In Chossewitz und Klein-Briesen war der Mann, wenn seine Frau ein Kind zur Welt gebracht hatte, sechs Wochen von den Hofdiensten befreit. Ebenfalls von Klein-Briesen ist überliefert, dass die Hinterbliebenen, wenn Bauer oder Bäuerin gestorben war, vier Wochen von den Hofdiensten befreit waren.
Die Gemeinde Grunow hatte das besondere Recht, ihre Pferde, Rinder und Schafe im Beeskower Bürgerwald weiden zu lassen, aber keine Schweine und Ziegen. Auch durften sie dort Brennholz und Zaunreisig sammeln, aber kein Bauholz entnehmen.

### (Ordens-)Hauptmänner
(nach Gerhard Krüger)
- 1541 bis 1546 Johann von Quast[23][24]
- zw. 1546 und 1562 von Löben
- um 1562 Hans von Ziegelheim
- 1563 von Seelstrange
- 1578 Melchior von Storckwitz
- 1580 von Doberschütz
- 1584 von Steinkeller
- 1599 von Stechan
- 1602 bis 1610 Mathias von Seidlitz
- 1610 bis 1611 Hardwig von Schrapsdorf
- 1611 bis 1628 Ernst Lud(e)wig von Normann, war auch Hauptmann des Ordensamtes Schenkendorf
- 1628 bis 1635 Burchart von Goldacker
- 1637 bis 1640 Ernst Lud(e)wig von Normann
- 1640 Georg von Wiedebach
- 1643 bis 1650 Johann Wittkopp/Wittkopf, schwedischer Oberst
- 1648 bis 1665 (†) Albrecht von Wolffersdorf sen.
- 1666 bis 1677 Hans Albrecht von Wolffersdorf jun.
- 1677 bis 1709 († 26. Dezember 1709) Hans Caspar von Klitzing, Kommendator in Werben, Landrat des Cottbusischen Kreises[25]
- 1709 bis 1717 Carl Philipp von Klitzing († 2. Juli 1717), war auch Landrat des Cottbusischen Kreis[26][27][25]
- 1717 bis 1720 Gerhard Freiherr von Reck, Herr zu Witten, Berge, Scheppen und Mallinkrodt
- 1720 bis 1728 († 28. August 1728) Johann Wolf von Dallwitz, auf Starzeddel und Dolzig
- 1728 bis 1744 Casper Sigismund/Siegmund von Beerfelde, auf Groß Breesen
- 1744 bis 1763 Johann Friedrich von Hayn, auf Bomsdorf
- 1763 bis 1784 Johann Friedrich von Rahde/Rhade(n), Kanzler des Johanniterordens zu Sonnenburg
- 1784 bis 1794 Ernst Sigismund/Sigmund Friedrich von Haugwitz, auf Sembten und Groß Breesen († 12. März 1794 in Groß Breesen[28])
- 1794 bis 1815 Heinrich Otto von Thielau, auf Neudöbern

### Amtmänner und Pächter
- (1684) bis 1688 Christoph Grebenitz, Amtmann[29][30]
- 1688 bis 1700 Christian Leberecht Hünicke/Hönicke, Amtmann, ehemaliger kurfürstlich- brandenburgischer Hauptmann der Garde zu Fuß in Magdeburg, † 1700[31]
- 1700 bis (1714) Samuel Koch[32]
- vor 1731 († 1731) Gottlieb Siegfried Kratz[33]
- 1731 bis 60 Friedrich Schönermark[33]
- 1772 bis 1798 (†) Kroll, Oberamtmann[34]
- 1766 bis 1793 Karl August Hubert, Generalpächter[35][36] (bewirtschaftete auch das Amt Zossen)
- 1805 bis 1809 (†) Friedrich Ludwig Sigismund Balckow, Oberamtmann
- 1811 bis 1815 kein Amtmann bestellt (?)

## Das Königlich-sächsische Amt Friedland (1811 bis 1815)
1810/11 wurde die Ballei Brandenburg des Johanniterordens aufgehoben und deren Besitz verstaatlicht. Letzter Herrenmeister war August Ferdinand Prinz von Preußen. Um der drohenden Verstaatlichung zu entgehen, wollte der Herrenmeister schon im September 1810 das Ordensamt Friedland an den preußischen Kriegsrat Hagemann für 212.000 Taler verkaufen. Im Januar 1811 bat er die sächsische Regierung um die Bestätigung des Verkaufs. Diese verweigerte jedoch die Zustimmung. Noch im Vorfeld der späteren Beschlagnahme ließ der Herrenmeister verstärkt Holz eingeschlagen, um noch möglichst viel Ertrag aus dem Ordensamt zu ziehen. Angeblich hatte ein Lieberoser Holzhändler schon 7000 Taler für zehn Holzkontrakte bezahlt.
Auf die Nachricht hin, dass die Ballei Brandenburg aufgehoben sei, wurde das Ordensamt Friedland vom damaligen sächsischen König Friedrich August I. zum 30. April 1811 eingezogen und in ein königlich-sächsisches Amt umgewandelt. Der Herrenmeister sollte aber die Einkünfte des Amtes noch bis 1. Juni 1811 erhalten. Das Amt wurde nun zunächst in Sächsisches Forst- und Wirtschaftamt Friedland umbenannt. Die Ordensinsignien auf herrschaftlichen Gebäuden, Grenzsteinen und Schulzenhäusern waren zu entfernen. Die formelle Übergabe fand dann am 8. Juni 1811 statt. Am 22. August 1811 wurde das neue Amt nun umbenannt in Königlich-sächsisches Amt Friedland; die Dienststellen erhielten entsprechende Siegel. Der frühere Herrenmeister August Ferdinand Prinz von Preußen konnte noch die Zusage erreichen, dass die bisherigen Beamten des Ordensamtes übernommen würden. Die neuen Untertanen (bzw. deren Vertreter) und die Beamten wurden auf den König von Sachsen vereidigt. Als Entschädigung für die Ordensämter Friedland und Schenkendorf sollte der frühere Herrenmeister eine jährliche Pension von 8.100 Talern auf Lebenszeit erhalten. Ob sie tatsächlich auch gezahlt wurde, ist nicht bekannt.
Nach den Beschlüssen des Wiener Kongresses musste Sachsen die Niederlausitz am 25. Mai 1815 an Preußen abtreten und das Königlich-sächsische Amt Friedland war schon wieder Geschichte.

## Das Rentamt Friedland
Nach der Übernahme der Niederlausitz wurde das Königlich-sächsische Amt Friedland in ein preußisches Amt, das Rentamt Friedland umgewandelt. Verwalter des Rentamtes war 1816 Oberamtmann August Jänichen. 1823 wurde das Amt Friedland zur Standesherrschaft erhoben. 1854 gehörten zum Rentamt Friedland (nach Berghaus)
- Schloss Friedland
- Stadt Friedland mit Friedländer Vorwerk
- Fischerwohnung zu Oelßen und der Oelsener See
- der Kleine Oelsener See und der Chossewitzer See
- Klingemühlenteich
- Jankemühlenteich (Teich direkt hinter der Jankemühle)
- Leißnitzer See
- Forstrevier Dammendorf
- Groß Briesen (gehörte ursprünglich zum Beeskow Amtes Beeskow, ab 1832/36 zum Rentamt Friedland und zum Kreis Lübben[40])
- Klein Briesen
- Chossewitz mit Jankemühle
- Dammendorf, Ziegelei
- Groß Briesen, wird von Berghaus unter dem Rentamt Friedland aufgeführt.
- Grunow
- Günthersdorf
- Karras
- Leißnitz mit Kuhnshof
- Lindow
- Mixdorf mit Erbpachtsvorwerk Kupferhammer, Fabrik
- Groß Muckrow mit Klingemühle
- Klein Muckrow
- Oelsen mit Oelsener Wassermühle
- Reudnitz mit Erbpachtsvorwerk und Lehnschulzengut Krollshof
- Weichensdorf, Erbpachtsvorwerk
- Zeust mit Lehnschulzengut

### Amtmänner des Rentamtes Friedland
- 1816 bis 1834 August Jänichen/Jenichen, (Ober-)Amtmann[41][42]
- 1835 bis 1848 Senff[43][44]
- 1851 bis 1875 Schramm[45][46][47]

Das preußische Rentamt Friedland wurde 1875 aufgelöst.

## Anmerkung
1. ↑  Merz gehörte vorher und später zur Herrschaft Beeskow, und der Landvogt der Niederlausitz konnte sicherlich nicht einfach ein Dorf der Herrschaft Beeskow verlehnen.